# Oberleutnant
Ne doit pas être confondu avec Oberstleutnant.
Oberleutnant (abréviation allemande : OLt / suisse Oblt) désigne un grade d’officier subalterne dans les armées allemande, autrichienne et suisse.
Il s'agit d’un mot composé de la langue allemande, Ober étant un préfixe exprimant la supériorité ou le fait d’être « au-dessus » et Leutnant signifiant « sous-lieutenant » ; l'ensemble veut par conséquent dire « lieutenant », ce qui correspond à la traduction admise en français pour ce grade. En Suisse, le grade se traduit par premier-lieutenant.

## Historique
Au XIXe siècle, avant 1871, le grade de Oberleutnant, équivalent à premier-lieutenant, suivait dans l'ordre hiérarchique croissant celui de Unterleutnant, littéralement sous-lieutenant. Le grade de Leutnant n'était pas utilisé. Le grade d’Oberleutnant a été utilisé dans la Deutsches Heer de 1871 à 1919, dans la Reichswehr de 1921 à 1935 et dans la Wehrmacht de 1935 à 1945. Il est utilisé dans la Bundeswehr depuis 1955. Dans la nomenclature des grades de l'OTAN, il correspond au code « OF1 », comme les sous-lieutenants et les aspirants. Dans l'OTAN, Oberleutnant est le grade d’officier minimum qui est exigé pour commander une troupe.

## Allemagne

### Bundeswehr (Armée allemande actuelle)
L’Oberleutnant est un lieutenant de première classe dans la Bundeswehr. La formation d’Oberleutnant est à la fois théorique et pratique. Elle s'effectue dans les universités de l'armée de la République fédérale d'Allemagne à Hambourg et Munich, et permet d’obtenir un diplôme de niveau national (Hochschulabschluss). Leutnant, ou « sous-lieutenant », est le grade immédiatement inférieur à Oberleutnant. Hauptmann ou « capitaine » est le grade immédiatement supérieur à Oberleutnant.

#### Cas de la Deutsche Marine
Dans la Deutsche Marine, Oberleutnant zur See correspond au grade d'enseigne de vaisseau de 1re classe de la Marine nationale française. Leutnant zur See, correspondant au grade d'enseigne de vaisseau de 2e classe de la Marine nationale française, est le grade immédiatement inférieur à Oberleutnant zur See. Kapitänleutnant, correspondant au grade de lieutenant de vaisseau de la Marine nationale française, est le grade immédiatement supérieur à Oberleutnant zur See.

#### Insignes dans la Bundeswehr
|  |  |  |

### Armées historiques de l'Allemagne

#### Reichsheer, Reichswehr et Wehrmacht
Dans ces armées, selon l'ordre hiérarchique croissant, le grade de Oberleutnant — respectivement celui de Oberleutnant zur See dans la Kriegsmarine — était le second grade d'officier subalterne, après celui de Leutnant — respectivement après celui de Leutnant zur See dans la Kriegsmarine.
|  |  |  |  |  |  |  |

#### Schutzstaffel (Waffen-SS, Allgemeine-SS...)
Dans la SS, le grade équivalent était celui  de Obersturmführer. Toutefois, un Obersturmführer de la Waffen-SS avait le commandement d'une compagnie, soit environ 120 hommes. Dans une armée régulière actuelle, le militaire qui a le commandement d’une compagnie est un Hauptmann dans l'Armée de terre allemande.